# Espresso (사브리나 카펜터의 노래)
〈Espresso〉는 미국 가수 사브리나 카펜터의 여섯 번째 정규 앨범 《Short n' Sweet》(2024)에 수록된 곡이다. 아일랜드 레코드는 2024년 4월 11일 이 곡을 음반의 리드 싱글로 발매했다. 카펜터와 에이미 앨런, 스테프 존스, 그리고 프로듀서 줄리안 부네타가 함께 작사했다. 팝, 펑크, 댄스 음악 서브 장르가 결합된 이 곡은 자신감에 대한 가사를 담고 있다.
〈Espresso〉는 작사와 중독성으로 음악 평론가들의 찬사를 받았다. 이 곡은 상업적으로 성공하여 《빌보드》 핫 100에서 3위를 차지하며 카펜터의 첫 번째 차트 톱 5 싱글이 되었고, 총 65주 동안 차트에 머물렀다. 미국 외 지역에서는 〈Espresso〉가 호주, 벨기에, 아일랜드, 노르웨이, 영국을 포함한 20개 이상의 국가에서 차트 1위를 차지했으며, 최소 20개 다른 국가에서 차트 톱 10 안에 들었다. 또한 카펜터의 첫 번째 《빌보드》 글로벌 200 1위 싱글을 기록했다. 프랑스에서 다이아몬드 인증을 포함하여 14개국에서 플래티넘 이상 인증을 받았다.
데이브 마이어스가 〈Espresso〉의 뮤직비디오를 감독했다. 곡 발매를 지원하기 위해 카펜터는 코첼라 2024에서 이 곡을 공연했다. 그녀는 또한 새터데이 나이트 라이브와 더 투나잇 쇼 스타링 지미 팰런, BBC 라디오 1의 빅 위켄드, 그리고 2024 MTV 비디오 뮤직 어워드와 제67회 그래미상에서 이 곡을 텔레비전으로 공연했다. 그녀는 다섯 번째 콘서트 투어인 Short n' Sweet Tour (2024–2025)의 앙코르 곡으로 이 곡을 포함했다. 이 곡은 MTV 비디오 뮤직 어워드 올해의 노래를 수상하며 카펜터의 첫 번째 VMA 수상 기록을 세웠다. 제67회 그래미상에서 〈Espresso〉는 그래미상 올해의 레코드, 그래미상 최우수 팝 솔로 퍼포먼스, 그래미상 최우수 리믹스 레코딩 (클래식 외) 부문에 후보로 올랐으며, 후자 두 부문에서 수상했다.

## 배경
2024년 1월 16일, 카펜터는 인디오 (캘리포니아주)에서 열리는 미국 축제 코첼라 라인업에 포함되는 것이 확인되었다. 그녀는 "그녀가 당신을 그녀의 코첼라 공연에 오게 할 거야!"라고 적힌 빌보드를 통해 축제 공연을 앞두고 신곡을 예고했다. 카펜터는 2024년 4월 8일 자신의 소셜 미디어 계정을 통해 발매일과 앨범 커버와 함께 〈Espresso〉의 발매를 발표했다. 그녀는 게시물에 "코첼라 전에 작은 노래를 발표하고 싶었다"는 캡션을 달았다. 아일랜드 레코드는 이 싱글을 스트리밍 및 디지털 다운로드 형식으로 발매했으며, 폴리도르 레코드는 바이닐 및 카세트 형식으로 발매했다.

## 작사 및 작곡
2023년 7월 프랑스 제니스 파리에서 콘서트 후, 카펜터는 샤이앙 촌락에서 며칠을 보내며 Flow Studios에서 몇몇 신곡을 녹음했다. 애플 뮤직 1의 제인 로와의 인터뷰에서 카펜터는 그곳에서 노래를 "매우 빠르게" 썼다고 확인했으며 그것이 "노래가 결국 어떤 느낌을 주게 되었는지"에 영향을 주었다고 말했다. 이 곡의 가사는 자신감에 관한 것이다. 미국 잡지 《보그》와의 인터뷰에서 그녀는 이 곡이 "여성성을 자신의 초능력으로 보고 '그 빌어먹을 여자'가 되는 자신감을 받아들이는 것"에 관한 것이라고 말했다. 음악 기자들은 이 곡의 장르를 팝, 펑크, 댄스 음악으로 묘사하며, 신스팝, 일렉트로팝, 디스코, 포스트디스코, 누 디스코, 버블검 팝을 포함한다. 이 곡에 사용된 주요 기타 리프와 드럼은 올리버가 만든 Splice 샘플 팩 "Power Tools Sample Pack III"에서 가져온 루프다.

## 비평가 반응
〈Espresso〉는 비평가들로부터 폭넓은 찬사를 받았다. 《벌처》는 이 곡의 중독성 있는 후크를 "즉각적인 귀벌레"라고 칭하며 "기발한" 가사 접근법을 높이 평가했다. 업록스는 카펜터의 "장난기 넘치는" 가사와 트랙의 "중독성 있는 그루브"를 칭찬하며 〈Espresso〉를 "카펜터의 작곡가로서의 성장을 보여주는 재미있고 경쾌한 노래"라고 묘사했다. 비슷하게, 《롤링 스톤》은 이 곡의 "저항할 수 없는 리듬"과 "영리한" 가사를 칭찬하며 카펜터의 독특한 스토리텔링 감각을 강조했다. 4월에 발매되었음에도 불구하고, 《뉴 뮤지컬 익스프레스》는 〈Espresso〉가 카펜터 경력에서 상당한 히트곡이자 그녀의 대표곡 중 하나가 되었다고 언급했다. 《Vogue Adria》의 테나 라주모비치(Tena Razumović)는 "산들바람처럼 가벼운 멜로디가 공기와 공간을 소리로 채운다"고 언급하며, 이 곡의 "80년대와 이탈로 디스코 분위기"와 "중독성 있는 구절"을 칭찬했고, 마크 론슨의 리믹스도 높이 평가했다.
《피치포크》는 2024년 2020년대 최고의 노래 100곡 목록에 〈Espresso〉를 포함시키며 30위에 랭크했다. 록 밴드 나인 인치 네일스의 프론트맨 트렌트 레즈너는 〈Espresso〉를 2024년 최고의 노래로 선정했다.
| 출판사                  | 목록                             | 순위 | Ref.   |
| ----------------------- | -------------------------------- | ---- | ------ |
| AP                      | 2024년 최고 노래                 | 빈칸 | [ 34 ] |
| 《빌보드》              | 2024년 최고의 노래 100곡         | 3    | [ 35 ] |
| 《컨시퀀스》            | 2024년 최고의 노래 200곡         | 8    | [ 36 ] |
| 《엘르》                | 2024년 최고의 신곡               | 빈칸 | [ 37 ] |
| 《엔터테인먼트 위클리》 | 2024년 최고의 노래 10곡          | 5    | [ 38 ] |
| 《익스클레임!》         | 2024년 최고의 노래 20곡          | 6    | [ 39 ] |
| 《가디언》              | 2024년 최고의 노래 20곡          | 2    | [ 40 ] |
| 《뉴욕 타임스》         | 린지 졸라즈의 2024년 최고의 노래 | 1    | [ 41 ] |
| 《NPR》                 | 2024년 최고의 노래 124곡         | 빈칸 | [ 42 ] |
| 《피치포크》            | 2024년 최고의 노래 100곡         | 7    | [ 43 ] |
| 《더 링거》             | 2024년 최고의 노래 11곡          | 2    | [ 44 ] |
| 《롤링 스톤》           | 2024년 최고의 노래 100곡         | 4    | [ 45 ] |
| 《스테레오검》          | 2024년 최고의 노래 50곡          | 8    | [ 46 ] |
| 《업록스》              | 2024년 최고의 노래               | 빈칸 | [ 47 ] |
| 《워싱턴 포스트》       | 2024년 최고의 싱글               | 9    | [ 48 ] |

### 분석
이 노래는 가사, 특히 후렴구에 반복되는 "That's that me espresso"라는 구절로 주목을 받았다. 두 명의 기자는 구문 분석을 돕기 위해 문법 전문가와 상담했다. 언어학 전문가이자 기자 사만다 앨런은 이 "무의미한" 구절이 밈이 되었고 그 모호한 의미를 지적했으며, 문법 블로거 제프리 바그와 "me espresso"가 단일 명사구인지 또는 동격인 두 개의 명사구인지에 대해 논의했다. 《벌처》의 작가 저스틴 쿠르토는 언어학 교수 에카라트 루앙레르트실프와 상담했고, 그는 "그것은 문법적으로 옳지 않다, 그렇지 않은가?"라고 말했다.

## 상업적 성과
〈Espresso〉는 《빌보드》 글로벌 200 차트에서 10위로 데뷔했으며, 카펜터의 첫 톱 10 히트곡이자 전체적으로 네 번째 차트 진입곡이 되었다. 2024년 6월 22일 주에는 이 곡이 1위로 정점을 찍으며, 그녀의 첫 번째 차트 1위 곡이 되었다. 미국에서는 〈Espresso〉가 2024년 4월 27일자 《빌보드》 핫 100 차트에서 7위로 데뷔하며 카펜터의 첫 번째 차트 톱 10 히트곡이 되었다. 이 곡은 2024년 6월 22일자 차트에서 3위로 새로운 정점을 찍었다. 이 성과는 또한 카펜터의 핫 100 차트 네 번째 진입이자 전체적으로 두 번째 톱 40 히트곡을 나타낸다. 또한 〈Espresso〉는 카펜터의 《빌보드》 팝 에어플레이 차트에서 여덟 번째 진입이자 두 번째 1위 싱글이다.
영국에서는 〈Espresso〉가 영국 싱글 차트에서 6위로 데뷔한 후 두 번째 주에 5위로 상승했으며, 세 번째 주에는 차트 1위에 올랐다. 이 곡은 카펜터의 영국에서 첫 차트 1위 곡이자 톱 10 곡이며, 전체적으로 네 번째 톱 40 히트곡이다. 이 곡은 5주 연속 차트 1위를 차지하다가 에미넴의 〈Houdini〉에 의해 자리를 내주었다. 2024년 7월 12일 – 2024년 7월 18일 종료 주간 – 〈Espresso〉는 자신의 곡인 〈Please Please Please〉를 1위에서 밀어내고 영국 싱글 차트 1위로 다시 진입하여 추가로 2주 동안 머물렀으며, 아리아나 그란데 이후 자신을 1위에서 대체한 두 번째 여성 아티스트가 되었다. 2024년 7월 26일 – 2024년 8월 1일 종료 주간 – 〈Espresso〉는 〈Please Please Please"에 의해 영국 싱글 차트 1위에서 밀려났다. 이 곡은 차〉에서 9위로 하락했다.
아일랜드에서는 이 곡이 아이리시 싱글 차트에서 4위로 데뷔한 후 다음 주에 3위로 상승했다. 〈Espresso〉는 세 번째 주에 아일랜드 싱글 차트에서 1위를 차지하며 카펜터의 아일랜드 첫 차트 1위 히트곡이자 첫 톱 10 곡이 되었다. 이 곡은 또한 호주의 ARIA 차트에서 1위를 차지했다.
캐나다에서는 〈Espresso〉가 2024년 4월 27일자 캐나디안 핫 100 차트에서 7위로 데뷔하며 그녀의 첫 번째 차트 톱 10 히트곡이 되었다. 이 곡은 결국 11주차에 3위로 정점을 찍었으며, 14주 연속 그 자리를 유지했다. 이 곡은 또한 브라질 핫 100에서 70위로 데뷔했다.
유럽, 라틴 아메리카, 아시아에서 이 노래는 예기치 않은 성공을 거두었으며, 인도, 싱가포르, 말레이시아, 아이슬란드를 포함한 일부 국가에서 차트 1위를 차지했고, 인도네시아, 프랑스, 포르투갈, 독일, 스웨덴, 노르웨이, 덴마크, 벨기에에서 톱 10 안에 들었고, 대만, 오스트리아, 핀란드에서 톱 20 안에 들었으며, 카자흐스탄과 헝가리에서 톱 30 안에 들었고, 브라질과 아르헨티나에서 톱 40 안에 들었다.

## 뮤직비디오
데이브 마이어스가 감독한 〈Espresso〉의 뮤직비디오는 2024년 3월 29일 캘리포니아 카스타익 호수에서 촬영되었으며, 2024년 4월 12일에 공개되었다. 비디오에 대해 카펜터는 "노래를 들은 날부터 해변 분위기를 상상했고, 특히 이런 종류의 구식과 현대적인 환경을 생각했다. 나는 내 모든 비디오에서 사용하는 장난기를 담고 싶었다. 솔직히 풀 카도 원했다"고 말했다.
비디오는 카펜터와 한 소년이 스피드보트에 있는 모습으로 시작한다. 소년이 그녀 뒤에 바싹 기댔을 때, 그녀는 급회전을 하여 소년을 보트 밖으로 떨어뜨린다. 카펜터는 그의 지갑을 회수하고 그의 금색 신용카드를 꺼내 육지에 도착한 후, 다른 소녀들과 만나 책을 읽고 마사지와 페디큐어를 받고 야자수 잎으로 부채질을 받으며 일광욕을 하는 등 다양한 활동을 한다. 두 번째 구절 직전에 다른 빈티지 자동차가 나타나고, 그 안에 있던 다른 소년들이 그녀가 그 위에서 춤을 추는 서핑보드를 들어 올린다. 그들은 계속 함께 파티를 즐기고, 결국 자동차는 물로 가득 차 카펜터와 소년 중 한 명이 뜨거운 욕조처럼 그 안에서 휴식을 취한다. 그러나 그 후 그녀는 비디오 초반의 소년과 경찰에 의해 발견되고, 경찰은 카펜터를 체포하고 소년의 지갑과 금색 신용카드를 회수한다. 그녀의 친구들이 경찰에게 항의하려 하지만 실패하고, 그녀는 경찰차에 밀려 들어가기 전에 친구들에게 작별 인사를 한다. 경찰관은 시동을 걸 수 없다. 마지막 몇 초 동안, 카펜터의 다음 싱글인 〈Please Please Please〉의 반주 일부가 경찰차 위에 달린 경적에서 흘러나온다.

## 라이브 공연

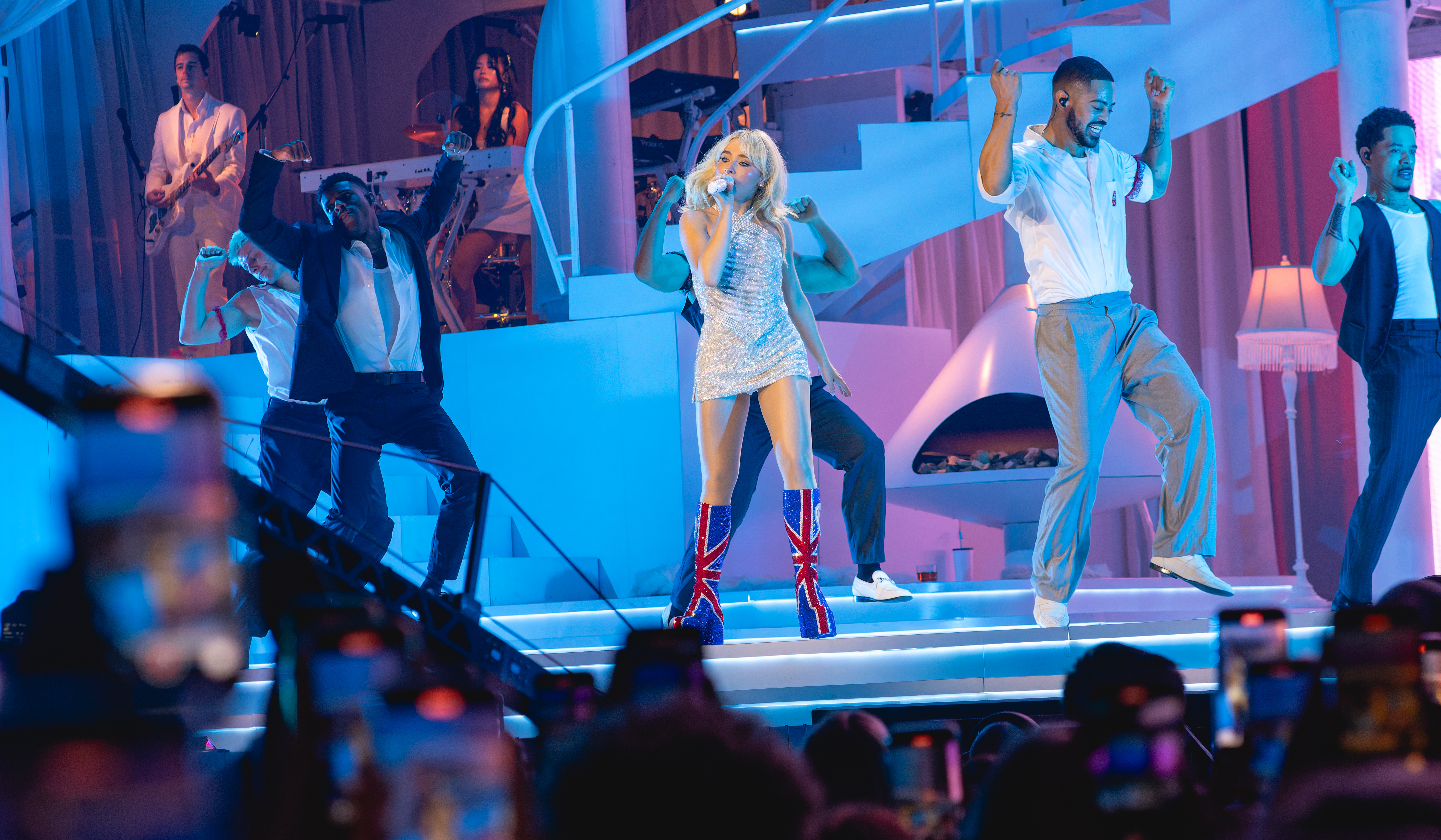
2025년 Short n' Sweet Tour에서 〈Espress〉"를 공연하는 카펜터

카펜터는 2024년 4월 12일에 열린 코첼라 밸리 뮤직 앤드 아츠 페스티벌에서 〈Espresso〉를 처음으로 라이브 공연했다. 5월 18일, 카펜터는 새터데이 나이트 라이브에서 이 곡을 공연했다. 5월 26일, 카펜터는 영국 루턴에서 열린 2024 BBC 라디오 1의 빅 위켄드에서도 이 곡을 공연했다. 9월 11일, 카펜터는 2024 MTV 비디오 뮤직 어워드에서 〈Espresso〉로 올해의 노래를 수상하며 〈Please Please Please〉와 〈Taste〉와 함께 이 곡을 공연했다. 〈Espresso〉는 카펜터의 현재 진행 중인 다섯 번째 콘서트 투어인 Short n' Sweet Tour (2024)의 세트리스트에 포함되었다. 10월 26일, 카펜터는 테일러 스위프트와 함께 스위프트의 에라스 투어 뉴올리언스 공연에서 〈Please Please Please〉와 스위프트의 노래 〈Is It Over Now?〉와 매쉬업하여 이 곡을 공연했다. 2025년 2월 2일, 카펜터는 제67회 그래미상에서 〈Espresso〉를 공연했다.

## 대중문화에서
〈Espresso〉는 댄스 리듬 비디오 게임 저스트 댄스 2025 에디션의 주요 트랙리스트에 포함되어 있다. 나중에 포트나이트에서 이모트로 등장했다.
2024년 10월 12일, 아리아나 그란데는 카펜터가 몇 달 전에 라이브로 이 곡을 공연했던 새터데이 나이트 라이브의 진행을 맡았다. 그란데는 들리는 대로 의도적으로 음정이 맞지 않게 노래를 불러 〈Espresso〉를 패러디했고, 이에 카펜터는 인스타그램에 "매우 좋고 음정이 맞는다"고 게시하며 반응했다. 이 스케치는 틱톡에서 엄청난 인기를 얻어 2024년 10월 18일 기준 8천만 회 이상의 조회수를 기록했다.
푸드비스트는 2024년 11월에 카펜터가 앱솔루트 보드카와 칼루아와 협력하여 자신의 마티니 키트인 "Short n' Sweet Espresso Martini Kit"를 출시했다고 보도했다. 이 키트는 노래와 그녀의 음반 《Short n' Sweet》의 이름을 따서 명명되었으며, 375ml 앱솔루트와 칼루아 커피 리큐어 병, 축제용 빨간 리본이 달린 쿠페 글라스, 가수 키스 마크 모양의 식용 칵테일 토퍼가 포함되어 있다. 이 마티니 키트는 2024년 11월 14일에 출시되었다. 2024년 12월, 카펜터는 커피 및 도넛 회사 던킨 도너츠와 협력하여 노래의 이름을 따서 명명된 아이스 음료 "Sabrina's Brown Sugar Shakin' Espresso"를 출시했다.
이 노래는 드림웍스 애니메이션 영화 배드 가이즈 2에 사용되었으며, 스네이크가 운동 후 갱단의 집에 도착했을 때 이 노래를 듣고 있다.

## 곡 목록
| - 7인치 / 카세트 1. 〈Espresso〉 – 2:55 2. 〈Espresso〉 (on vacation) – 2:55 - 디지털 EP 1. 〈Espresso〉 – 2:55 2. 〈Espresso〉 (double shot) – 2:29 3. 〈Espresso〉 (on vacation version) – 2:55 4. 〈Espresso〉 (decaf) – 3:14 5. 〈Espresso〉 (mochapella) – 2:55 6. 〈Espresso〉 (espressooooo) – 4:55 | - Working late remixes 1. 〈Espresso〉 (마크 론슨 x FnZ working late remix) – 3:04 2. 〈Espresso〉 (Mark Ronson x FNZ working later remix) – 5:38 3. 〈Espresso〉 – 2:55 |

## 수상 내역
| 기관                          | 연도 | 카테고리                                 | 결과 | Ref.    |
| ----------------------------- | ---- | ---------------------------------------- | ---- | ------- |
| 니켈로디언 키즈 초이스 어워드 | 2024 | Favorite Viral Song                      | 수상 | [ 112 ] |
| MTV 비디오 뮤직 어워드        | 2024 | 올해의 노래                              | 수상 | [ 113 ] |
| MTV 비디오 뮤직 어워드        | 2024 | 최우수 편집                              | 후보 | [ 113 ] |
| NRJ 뮤직 어워드               | 2024 | International Hit of the Year            | 후보 | [ 114 ] |
| 로스 40 뮤직 어워드           | 2024 | 최우수 국제 노래                         | 후보 | [ 115 ] |
| MTV 유럽 뮤직 어워드          | 2024 | 최우수 노래                              | 수상 | [ 116 ] |
| 마익스 뮤직 어워드            | 2024 | 올해의 글로벌 비디오                     | 수상 | [ 117 ] |
| 덴마크 음악 시상식            | 2024 | International Hit of the Year            | 수상 | [ 118 ] |
| 무사 어워드                   | 2024 | Anglo International Song of the Year     | 후보 | [ 119 ] |
| 빌보드 뮤직 어워드            | 2024 | Top Billboard Global 200 Song            | 후보 | [ 120 ] |
| 빌보드 뮤직 어워드            | 2024 | Top Billboard Global 200 (Excl. US) Song | 후보 | [ 120 ] |
| 그래미 어워드                 | 2025 | 올해의 레코드                            | 후보 | [ 121 ] |
| 그래미 어워드                 | 2025 | 최우수 팝 솔로 퍼포먼스                  | 수상 | [ 121 ] |
| 그래미 어워드                 | 2025 | 최우수 리믹스 레코딩 (클래식 외)         | 수상 | [ 121 ] |
| 아이하트라디오 뮤직 어워드    | 2025 | 올해의 노래                              | 후보 | [ 122 ] |
| 아이하트라디오 뮤직 어워드    | 2025 | 올해의 팝송                              | 수상 | [ 122 ] |
| 아이하트라디오 뮤직 어워드    | 2025 | 최우수 가사                              | 후보 | [ 122 ] |
| 아이하트라디오 뮤직 어워드    | 2025 | 최우수 뮤직 비디오                       | 후보 | [ 122 ] |
| 브릿 어워드                   | 2025 | 최우수 국제 노래                         | 후보 | [ 123 ] |

## 크레딧 및 참여 인원
녹음 및 관리
- Flow Studios (프랑스 샤이앙), The Perch (칼라바사스), The Nest (내슈빌)에서 녹음.
- Sabalicious Songs (BMI)는 Songs Of Universal, Inc.에서 관리, Music Of Big Family/Dragon Bunny Music (BMI)의 모든 권리는 Hipgnosis Songs Group에서 관리, Kenny + Betty Tunes (ASCAP)는 WC Music Corp.에서 관리, Steph Jones Who Music (ASCAP)는 Reservoir Media Management, Inc.에서 관리.

참여 인원
- 사브리나 카펜터 – 리드 보컬, 송라이터
- 줄리안 부네타 – 베이스, 드럼, 기타, 키보드, 퍼커션, 프로덕션, 작사, 믹싱, 프로그래밍, 엔지니어링
- 에이미 앨런 – 백 보컬, 작사
- 스테프 존스 – 백 보컬, 작사
- 에릭 불랑제 – 마스터링
- 제프 거넬 – 믹싱, 엔지니어링
- 앤드류 솁스 – 마스터링 지원

싱글 라이너 노트에서 발췌한 크레딧.

## 차트
| 차트 (2024–2025)                                | 최고 순위 |
| ----------------------------------------------- | --------- |
| 아르헨티나 (아르헨티나 핫 100)                  | 25        |
| 오스트레일리아 (ARIA)                           | 1         |
| 오스트리아 (Ö3 오스트리아 탑 40)                | 5         |
| 벨라루스 에어플레이 (TopHit)                    | 1         |
| 벨기에 (울트라톱 50 플랑드르)                   | 1         |
| 벨기에 (울트라톱 50 왈로니아)                   | 1         |
| 브라질 (브라질 핫 100)                          | 32        |
| 불가리아 에어플레이 (PROPHON)                   | 1         |
| 캐나다 (캐나디안 핫 100)                        | 3         |
| 캐나다 AC (《빌보드》)                          | 1         |
| 캐나다 CHR/Top 40 (《빌보드》)                  | 1         |
| 캐나다 핫 AC (《빌보드》)                       | 2         |
| 중앙아메리카 + 카리브 제도 (FONOTICA)           | 19        |
| 칠레 (Monitor Latino)                           | 2         |
| CIS 에어플레이 (톱히트)                         | 1         |
| 콜롬비아 앵글로 (National-Report)               | 1         |
| 크로아티아 (빌보드)                             | 10        |
| 크로아티아 국제 에어플레이 (Top lista)          | 1         |
| 체코 (라디오 – Top 100)                         | 10        |
| 체코 (싱글 디지털 Top 100)                      | 10        |
| 덴마크 (히트리스튼)                             | 3         |
| 에콰도르 (Monitor Latino)                       | 14        |
| 에스토니아 에어플레이 (TopHit)                  | 1         |
| 핀란드 (수오멘 비랄리넨 리스타)                 | 12        |
| 프랑스 (SNEP)                                   | 7         |
| 독일 (GfK)                                      | 4         |
| 글로벌 200 (《빌보드》)                         | 1         |
| 그리스 국제 (IFPI)                              | 3         |
| 홍콩 (빌보드)                                   | 9         |
| 헝가리 (Editors' Choice Top 40)                 | 1         |
| 헝가리 (싱글 Top 40)                            | 16        |
| 아이슬란드 (Tónlistinn)                         | 1         |
| 인도 국제 (IMI)                                 | 1         |
| 인도네시아 (빌보드)                             | 3         |
| 아일랜드 (IRMA)                                 | 1         |
| 이스라엘 국제 에어플레이 (Media Forest)         | 1         |
| 이탈리아 (FIMI)                                 | 32        |
| 일본 (재팬 핫 100)                              | 95        |
| 카자흐스탄 에어플레이 (TopHit)                  | 2         |
| 라트비아 (LaIPA)                                | 3         |
| 라트비아 에어플레이 (LaIPA)                     | 1         |
| 레바논 (레바논 톱 20)                           | 2         |
| 리투아니아 (AGATA)                              | 2         |
| 리투아니아 에어플레이 (TopHit)                  | 1         |
| 룩셈부르크 (빌보드)                             | 2         |
| 말레이시아 (빌보드)                             | 1         |
| 말레이시아 국제 (RIM)                           | 1         |
| MENA (IFPI)                                     | 1         |
| 몰도바 에어플레이 (TopHit)                      | 114       |
| 네덜란드 (네덜란드스 탑 40)                     | 3         |
| 네덜란드 (싱글 톱 100)                          | 4         |
| 뉴질랜드 (Recorded Music NZ)                    | 2         |
| 나이지리아 (TurnTable Top 100)                  | 56        |
| 노르웨이 (VG-리스타)                            | 2         |
| 파나마 (Monitor Latino)                         | 6         |
| 파라과이 (Monitor Latino)                       | 1         |
| 페루 (빌보드)                                   | 16        |
| 필리핀 (빌보드)                                 | 3         |
| 필리핀 (필리핀 핫 100)                          | 6         |
| 폴란드 (폴란드 에어플레이 톱 100)               | 4         |
| 폴란드 (폴란드 스트리밍 톱 100)                 | 12        |
| 포르투갈 (AFP)                                  | 2         |
| 루마니아 (UPFR)                                 | 6         |
| 루마니아 (루마니아 라디오 에어플레이)           | 3         |
| 루마니아 (루마니아 TV 에어플레이)               | 5         |
| 러시아 에어플레이 (TopHit)                      | 2         |
| 산마리노 에어플레이 (SMRTV Top 50)              | 19        |
| 사우디아라비아 (IFPI)                           | 3         |
| 싱가포르 (RIAS)                                 | 1         |
| 슬로바키아 (라디오 Top 100)                     | 5         |
| 슬로바키아 (싱글 디지털 Top 100)                | 11        |
| 남아프리카 공화국 (TOSAC)                       | 5         |
| 대한민국 (써클)                                 | 97        |
| 스페인 (푸로무시카에)                           | 26        |
| 스웨덴 (Sverigetopplistan)                      | 4         |
| 스위스 (슈바이처 히트파라데)                    | 2         |
| 대만 (빌보드)                                   | 18        |
| 튀르키예 국제 에어플레이 (Radiomonitor Türkiye) | 1         |
| 우크라이나 에어플레이 (TopHit)                  | 4         |
| 아랍에미리트 (IFPI)                             | 1         |
| 영국 싱글 (OCC)                                 | 1         |
| 우루과이 에어플레이 (Monitor Latino)            | 9         |
| 미국 《빌보드》 핫 100                          | 3         |
| 미국 어덜트 컨템포러리 (《빌보드》)             | 2         |
| 미국 어덜트 팝 에어플레이 (《빌보드》)          | 1         |
| 미국 댄스/믹스 쇼 에어플레이 (《빌보드》)       | 6         |
| 미국 팝 에어플레이 (《빌보드》)                 | 1         |
| 미국 리드믹 (《빌보드》)                        | 23        |
| 베네수엘라 (Record Report)                      | 48        |

| 차트 (2024)                           | 순위 |
| ------------------------------------- | ---- |
| 벨라루스 에어플레이 (TopHit)          | 1    |
| 브라질 스트리밍 (Pro-Música Brasil)   | 48   |
| CIS 에어플레이 (TopHit)               | 1    |
| 체코 공화국 (Rádio Top 100)           | 34   |
| 체코 공화국 (Singles Digitál Top 100) | 11   |
| 에스토니아 에어플레이 (TopHit)        | 1    |
| 카자흐스탄 에어플레이 (TopHit)        | 2    |
| 라트비아 에어플레이 (TopHit)          | 1    |
| 리투아니아 에어플레이 (TopHit)        | 1    |
| 파라과이 (SGP)                        | 4    |
| 루마니아 에어플레이 (TopHit)          | 10   |
| 러시아 에어플레이 (TopHit)            | 6    |
| 슬로바키아 (Rádio Top 100)            | 6    |
| 슬로바키아 (Singles Digitál Top 100)  | 11   |
| 대한민국 (써클)                       | 127  |
| 우크라이나 에어플레이 (TopHit)        | 5    |

| 차트 (2024)                           | 순위 |
| ------------------------------------- | ---- |
| 호주 (ARIA)                           | 3    |
| 오스트리아 (Ö3 Austria Top 40)        | 12   |
| 벨라루스 에어플레이 (TopHit)          | 14   |
| 벨기에 (Ultratop 50 Flanders)         | 10   |
| 벨기에 (Ultratop 50 Wallonia)         | 9    |
| 캐나다 (Canadian Hot 100)             | 6    |
| CIS 에어플레이 (TopHit)               | 2    |
| 덴마크 (히트리스튼)                   | 12   |
| 에스토니아 에어플레이 (TopHit)        | 2    |
| 프랑스 (SNEP)                         | 19   |
| 독일 (GfK)                            | 16   |
| 글로벌 200 (빌보드)                   | 3    |
| 헝가리 (Single Top 40)                | 65   |
| 아이슬란드 (Tónlistinn)               | 5    |
| 인도 국제 (IMI)                       | 2    |
| 이탈리아 (FIMI)                       | 80   |
| 카자흐스탄 에어플레이 (TopHit)        | 18   |
| 네덜란드 (Dutch Top 40)               | 10   |
| 네덜란드 (Single Top 100)             | 11   |
| 뉴질랜드 (Recorded Music NZ)          | 5    |
| 필리핀 (Philippines Hot 100)          | 10   |
| 폴란드 (폴란드 에어플레이 톱 100)     | 35   |
| 폴란드 (폴란드 스트리밍 톱 100)       | 25   |
| 러시아 에어플레이 (TopHit)            | 10   |
| 스웨덴 (Sverigetopplistan)            | 11   |
| 스위스 (Schweizer Hitparade)          | 7    |
| 영국 싱글 (OCC)                       | 3    |
| 미국 《빌보드》 핫 100                | 7    |
| 미국 어덜트 컨템포러리 (빌보드)       | 21   |
| 미국 어덜트 톱 40 (빌보드)            | 8    |
| 미국 댄스/믹스 쇼 에어플레이 (빌보드) | 13   |
| 미국 메인스트림 톱 40 (빌보드)        | 8    |

## 인증
| 국가                                                             | 인증          | 판매량/출하량 |
| ---------------------------------------------------------------- | ------------- | ------------- |
| 오스트레일리아 (ARIA)                                            | 8× 플래티넘   | 560,000       |
| 오스트리아 (IFPI 오스트리아)                                     | 플래티넘      | 30,000        |
| 벨기에 (BEA)                                                     | 2× 플래티넘   | 80,000        |
| 브라질 (Pro-Música Brasil)                                       | 3× 다이아몬드 | 480,000       |
| 캐나다 (뮤직 캐나다)                                             | 8× 플래티넘   | 640,000       |
| 덴마크 (IFPI Danmark)                                            | 2× 플래티넘   | 180,000       |
| 프랑스 (SNEP)                                                    | 다이아몬드    | 333,333       |
| 독일 (BVMI)                                                      | 골드          | 200,000       |
| 이탈리아 (FIMI)                                                  | 플래티넘      | 70,000        |
| 뉴질랜드 (RMNZ)                                                  | 5× 플래티넘   | 150,000       |
| 폴란드 (ZPAV)                                                    | 3× 플래티넘   | 150,000       |
| 포르투갈 (AFP)                                                   | 5× 플래티넘   | 50,000        |
| 스페인 (PROMUSICAE)                                              | 2× 플래티넘   | 80,000        |
| 스위스 (IFPI 스위스)                                             | 2× 플래티넘   | 40,000        |
| 영국 (BPI)                                                       | 4× 플래티넘   | 2,400,000     |
| 미국 (RIAA)                                                      | 7× 플래티넘   | 7,000,000     |
| 스트리밍                                                         |               |               |
| 중앙아메리카                                                     | 골드          | 0             |
| 그리스 (IFPI 그리스)                                             | 3× 플래티넘   | 6,000,000     |
| 전 세계                                                          | —             | 1,790,000,000 |
| 판매량+스트리밍을 기반으로 한 인증 · 스트리밍을 기반으로 한 인증 |               |               |

## 발매 역사
| 지역      | 날짜            | 형식                      | 버전                 | 레이블           | Ref.            |
| --------- | --------------- | ------------------------- | -------------------- | ---------------- | --------------- |
| 여러 지역 | 2024년 4월 11일 | 디지털 다운로드 스트리밍  | 오리지널             | 아일랜드 레코드  | [ 3 ] [ 262 ]   |
| 미국      | 2024년 4월 16일 | 컨템포러리 히트 라디오    | 오리지널             | 아일랜드 레코드  | [ 263 ]         |
| 이탈리아  | 2024년 5월 2일  | 라디오 에어플레이         | 오리지널             | 유니버설         | [ 264 ]         |
| 영국      | 2024년 5월 16일 | CD 싱글                   | 오리지널             | 폴리도르         | [ 265 ]         |
| 여러 지역 | 2024년 5월 17일 | 디지털 다운로드 스트리밍  | EP                   | 아일랜드         | [ 110 ]         |
| 여러 지역 | 2024년 5월 31일 | 디지털 다운로드 스트리밍  | Working late remixes | 아일랜드         | [ 266 ]         |
| 미국      | 2024년 6월 10일 | 7인치 싱글 카세트 CD 싱글 | 오리지널 On vacation | 아일랜드         | [ 267 ]         |
| 영국      | 2024년 6월 10일 | 7인치 싱글 카세트         | 오리지널 On vacation | 폴리도르         | [ 108 ] [ 109 ] |
| 브라질    | 2024년 6월 10일 | 7인치 싱글                | 오리지널 On vacation | Universal Brasil | [ 268 ]         |
| 캐나다    | 2024년 6월 10일 | 7인치 싱글                | 오리지널 On vacation | Universal Canada | [ 269 ]         |
| 일본      | 2024년 6월 28일 | 7인치 싱글                | 오리지널 On vacation | Universal Japan  | [ 270 ]         |
| 여러 지역 | 2025년 7월 4일  | 12인치 싱글               | 오리지널 On vacation | Blood            | [ 271 ]         |

## 내용주
1. ↑  마크 론슨 x FnZ working late remix